# NIN (cuneïforme)

Signe cuneïforme NIN (Senyora)

NIN (𒊩𒌆) és una paraula sumèria que pot designar una reina o sacerdotessa i que sovint és traduïda com ‘senyora’. Altres traduccions són ‘ama’, ‘propietària’ i ‘dama’. En accadi el signe es pronuncia signe EREŠ.
A moltes deesses se les anomena amb l'apel·latiu NIN, com DNIN.GAL (𒀭𒊩𒌆𒃲) ‘gran dama’ o ‘gran senyora’, DÉ.NIN.GAL (𒀭𒂍𒊩𒌆𒃲) ‘senyora del gran temple’, DEREŠ.KI.GAL (𒀭𒊩𒆠𒃲) ‘gran dama sota terra’ o DNIN.TI (𒊩𒌆𒋾) ‘senyora de la vida’.
La forma composta NIN.DINGIR (𒊩𒌆𒀭), que en accadi es pronuncia entu i que es pot traduir com ‘dama divina’ o ‘senyora de (un) déu’, serveix per referir-se a una sacerdotessa.

## Escriptura
El signe NIN es va originar per la lligadura dels signes cuneïformes MUNUS (𒊩) ‘dona’ i TÚG (𒌆). El signe NIN es va escriure com MUNUS.TÚG (𒊩𒌆) en cuneïforme arcaic i al Codi d'Hammurabi. D'altra banda, s'escriu MUNUS.KA (𒊩𒅗) en cuneïforme assiri. MUNUS.KU = NIN9 (𒊩𒆪) indica ‘germana’.

Signe bàsic cuneïforme MUNUS (dona)
Signe bàsic cuneïforme TÚG (sil·làbic ku)

## NIN a l'Epopeia de Guilgameix
Ninsun (DNIN.SÚN, 𒀭𒊩𒌆𒄢), com a mare de Guilgameix a l'Epopeia de Guilgameix (versió estàndard babilònica), apareix en cinc dels dotze capítols (tauletes I, II, III, IV, XII). L'altre personatge que fa servir la partícula NIN és el déu Ninurta (DNIN.URTA, 𒀭𒊩𒌆𒅁), que apareix a la tauleta I i en especialment en el mite del Diluvi de la tauleta XI.
Dels 51 usos que es fa del signe cuneïforme NIN, la utilització principal és per a la paraula accàdia eninna («NIN» com a E-NIN-NA, però també amb altres variants). Eninna és l'adverbi ‘ara’, però també és utilitzat com a conjunció o com una forma de transició.
Hi ha dos usos de NIN com a paraula utilitzada per ‘germana’ (de l'accadi ahātu), per exemple, a la Tauleta 8 (El duel d'Enkidu), línia 38: «Que els germans van de dol per tu com germanes».